# Prix Stanislas-Julien
Le prix Stanislas-Julien est un prix décerné chaque année par l'Académie des inscriptions et belles-lettres pour récompenser une œuvre de sinologie publiée au cours de l'année précédente. Il porte le nom du sinologue français, Stanislas Julien. Créé en 1872, il a été attribué pour la première fois en 1875.

## Lauréats
| 1875 | James Legge                                                       | The Chinese Classics |
| 1876 | Léon d'Hervey de Saint-Denys                                      | Ethnographie des peuples étrangers à la Chine |
| 1877 | Paul-Louis-Félix Philastre                                        | Le Code annamite : nouvelle traduction complète |
| 1878 | Emil Bretschneider                                                | pour ses travaux sur l'histoire et la géographie de l'Asie centrale au Moyen Âge |
| 1879 | Willem Vissering                                                  | On Chinese Currency and Paper Money |
| 1880 | Henri Cordier                                                     | Bibliotheca sinica. Dictionnaire bibliographique des ouvrages relatifs à l'Empire chinois |
| 1881 | Ėmile Rocher                                                      | La Province chinoise du Yun-Nan |
| 1882 | Octave du Sartel                                                  | La Porcelaine de Chine |
| 1883 | Maurice Jametel                                                   | L'Encre De Chine Son Histoire Et Sa Fabrication |
| 1884 | Angelo Zottoli                                                    | Cursus litteraturae sinicae neo-missionariis accommodatus |
| 1885 | Léon de Rosny                                                     | "Kami yo-no maki". Histoire des dynasties divines |
| 1886 | Sėraphin Couvreur                                                 | Dictionnaire chinois-français |
| 1887 | Gustaaf Schlegel                                                  | Nederlandsch-Chineesch Woordenboek |
| 1888 | Jean-Gabriel Devéria                                              | La Frontière sino-annamite |
| 1889 |                                                                   | - non attribué — |
| 1890 | Abel des Michels                                                  | Les Annales Impériales de l'Annam |
| 1891 | Séraphin Couvreur                                                 | Dictionnaire chinois-français |
| 1892 | Léon de Rosny                                                     | Chan-Hai-Cing, antique géographie chinoise |
| 1893 | Albert Étienne Jean-Baptiste Terrien de Lacouperie                | Catalogue of Chinese Coins from the VIIth Cent. B.C. to A.D. 621 |
| 1894 | Jan Jakob Maria de Groot Édouard Chavannes                        | Le Code du Mahâyâna en Chine Mémoire composé à l'époque de la grande dynastie T'ang sur les religieux éminents qui allèrent chercher la loi dans les pays d'Occident                                                  |
| 1895 | Séraphin Couvreur                                                 | Choix de documents |
| 1896 | Maurice Courant                                                   | Bibliographie coréenne, volumes I et II |
| 1897 | Édouard Chavannes                                                 | Les Mémoires historiques de Se-Ma Ts'ien, volumes I et II |
| 1898 | Herbert Giles Jan Jakob Maria de Groot                            | A Chinese Biographical Dictionary fascicule 1 The Religious System of China |
| 1899 | Pierre Hoang Ėtienne Zi                                           | Notions techniques sur la propriété en Chine Pratique des examens militaires en Chine |
| 1900 | Camille August Sainson                                            | Mémoires sur l'Annam |
| 1901 | Jean Bonet                                                        | Dictionnaire annamite-français |
| 1902 | Dėsirė Lacroix Jan Jakob Maria de Groot                           | Numismatique annamite The Religious System of China volume 4. |
| 1903 | Maurice Courant                                                   | Catalogue des livres chinois, coréens, japonais de la Bibliothèque Nationale |
| 1904 | Louis Gaillard                                                    | Nankin d'alors et d'aujourd'hui |
| 1905 | Léon Wieger                                                       | Rudiments de parler et de style chinois, dialecte de Ho-Kien-Fou |
| 1906 | Émile Raguet Ono Tota                                             | Dictionnaire français-japonais |
| 1907 | Étienne Aymonier Antoine Cabaton                                  | Dictionnaire Čam-français |
| 1908 | Eduard Huber Alfred Forke                                         | Sutra-lam-kara Lun-Heng |
| 1909 | Aurel Stein                                                       | Ancient Khotan |
| 1910 | Paul Vial Stanislas Millot Joseph Esquirol and Gustave Williatte  | Dictionnaire français-lolo, dialecte gni Dictionnaire des formes cursives des caractères chinois Essai de dictionnaire dioi-français reproduisant la langue parlée par les tribus thai de la haute rivière de l'Ouest |
| 1911 | Herbert Giles                                                     | Chinese English Dictionary, 2e édition, revised and expanded. |
| 1912 | François-Marie Savina Henri Doré Raphael Petrucci                 | Dictionnaire Tay-Annamite Recherches sur les superstitions en Chine Philosophie de la nature dans l'art d'extrême-orient                                                                                              |
| 1913 | Maurice Courant Gaston Cahen                                      | Essai historique sur la musique classique des Chinois Histoire des relations de la Russie avec la Chine sous Pierre le Grand                                                                                          |
| 1914 | Marinus Willem de Wisser Pierre Hoang                             | The Dragon in China and Japan Catalogue des tremblements de terre signalés en Chine d'après les sources chinoises. |
| 1915 | Maurice Courant                                                   | La Langue chinoise parlėe |
| 1916 | Bernhard Karlgren                                                 | Études sur la phonologie chinoise |
| 1917 | Sekino Tadashi                                                    | Album de planches sur les antiquitės de Corėe 朝鮮古蹟図譜 |
| 1918 | Jérôme Tobar                                                      | La Chine et les religions étrangères |
| 1919 | Samuel Couling                                                    | Encyclopædia Sinica |
| 1920 | Marcel Granet                                                     | Les fêtes et chansons anciennes de la Chine |
| 1921 | Raphael Petrucci                                                  | Kiai-Tseu-Yuan Houa Tchouan Encyclopédie de la peinture chinoise |
| 1922 | Henri Lamasse C.A.S Williams                                      | Sin Kouo Wen ou Nouveau manuel de la langue chinoise A Manual of Chinese Metaphor |
| 1925 | Guy Boulais                                                       | Manuel de code chinois |
| 1926 | Marcel Granet                                                     | Danses et lėgendes de la Chine ancienne |
| 1927 | Johan Gunnar Andersson                                            | Preliminary Reports on Archaeological Research in Kansu |
| 1928 | Henri Maspéro                                                     | La Chine antique |
| 1929 | Takakusu Junjiro                                                  | Taishō shinshū Daizōkyō 大正新脩大蔵経 |
| 1930 | René Grousset                                                     | Histoire de l'Extrême-Orient |
| 1931 | Arthur Christopher Moule                                          | Christians in China |
| 1932 | Academia Sinica, Institute of History and Archaeology             | Bulletin and associated publications, in particular the excavation reports of Anyang |
| 1934 | Anastasius van den Wyngaert                                       | Sinica Franciscana, volumes I et II |
| 1935 | Louis de La Vallée-Poussin ed.                                    | Mélanges chinois et bouddhiques |
| 1936 | Wang Ts'ing-jou (Wang Jingru)                                     | for publications on the Xixia language |
| 1937 | William Hung                                                      | Index of the Harvard-Yenching edition of the Li Chi |
| 1938 | Paul Ratchnevsky                                                  | Un code des Yuan |
| 1939 | René Grousset                                                     | L'Empire des Steppes |
| 1946 | Étienne Lamotte                                                   | Le Traité de la grande vertu de sagesse de Nāgārjuna |
| 1947 | Homer H. Dubs                                                     | History of the Former Han Dynasty |
| 1948 | Josef Franz Karl Rock                                             | Studies in Na-khi literature The romance of K'a-mä-gyu-mi-gkyi |
| 1949 | Feng Youlan                                                       | Xin Yuandao 新原道 |
| 1950 | Arthur Waley                                                      | Life and Times of Po Chũ-i 772-846 |
| 1951 | Tjan Tjoe Som                                                     | Po Hu T'ung: the Comprehensive Discussions in the White Tiger Hall |
| 1952 | Haneda Toru                                                       | for his scholarship and to mark the publication of a festshcrift in his honor |
| 1953 | Francis Cleaves                                                   | Sino-Mongolian Inscriptions of 1346 and for his body of work in Sino-Mongolian philology |
| 1954 | Étienne Balazs                                                    | Études sur la société et l'économie de la Chine médiévale |
| 1955 | Herbert Franke                                                    | Sinologie |
| 1957 | Edwin O. Reischauer                                               | Ennin's Diary et Ennin's Travels in China awarded in the form of a medal |
| 1959 | Louis-Charles Damais                                              | pour des études d'épigraphie indonésienne |
| 1962 | Jao Tsung-i                                                       | Yindai zhenbu renwu tongkaoawarded in the form of a medal |
| 1963 | David Hawkes                                                      | Ch'u Tz'u: the Songs of the South, an Ancient Chinese Anthology |
| 1965 | Institut d'études orientales de l'Académie des Sciences de Russie | Inventaire et la publication des manuscrits chinois de Touen-Houang |
| 1967 | David Nivison                                                     | The Life and Thought of Chang Hsüeh-ch'eng |
| 1968 |                                                                   | - non attribué - |
| 1969 | Kôjirô Yoshikawa                                                  | for the entire body of his work |
| 1970 |                                                                   | - non attribué — |
| 1971 | Pierre Ryckmans                                                   | La Vie et l'œuvre de Su Renshan, rebelle, peintre et fou |
| 1972 | Fujieda Akira                                                     | Moji no bunkashi 文字の文化史 |
| 1973 | Joseph Needham                                                    | Science and Civilisation in China (en) |
| 1974 | Pan Chung-Kweï                                                    | Yingya Dunhuang yunji xinbian 瀛涯敦煌韻輯新編 and his studies and textual criticisms of the Chinese Dunhuang manuscripts                                                                                             |
| 1975 | Chang Hsin-Chang                                                  | Chinese Literature: Popular Fiction and Drama |
| 1976 | Olga Lazarevna Fishman                                            | Notes intitulėes Multum in parvo, par Ki-Yun, ėcrivain chinois (1724-1796) |
| 1977 | L. Carrington Goodrich                                            | Dictionary of Ming Biography (1368-1644) |
| 1978 | Miyazaki Ichisada                                                 | Essais sur l'histoire de l'Asie |
| 1979 | A. C. Graham                                                      | Later Mohist Logic |
| 1980 | Léon Vandermeersch                                                | Wangdao ou la Voie royale vol. I |
| 1981 | Eleonora Nowgorodowa                                              | Alte Kunst der Mongolei |
| 1982 | Jean-Claude Martzloff                                             | Recherches sur l'œuvre mathématique de Méi Wéndǐng, 1633-1721 |
| 1983 | Martine Vallette-Hémery                                           | Yuan Hongdao, 1568-1610 : théorie et pratique littéraires |
| 1984 | Liu Pak-Yuen                                                      | Les Institutions politiques et la lutte pour le pouvoir au milieu de la dynastie des Han antérieurs |
| 1985 | Kristofer Schipper                                                | Le Corps taoïste, corps physique - corps social |
| 1986 | Charlotte von Verschuer                                           | Les Relations officielles du Japon avec la Chine aux VIIIe et IXe siècles |
| 1987 | Dietrich Seckel                                                   | Buddhistische Tempelnamen in Japan |
| 1988 | Lucie Rault-Leyrat                                                | La Cithare chinoise zheng |
| 1989 | Alain Peyraube                                                    | Syntaxe diachronique du chinois |
| 1990 | Jean François Billeter                                            | L'Art chinois de l'écriture |
| 1991 | Christine Mollier                                                 | Une apocalypse taoïste du Ve siècle : le Livre des incantations divines des grottes abyssales |
| 1992 | André Bareau                                                      | En suivant Bouddha |
| 1993 | Jacques Dars                                                      | La Marine chinoise du Xe siècle au XIVe siècle |
| 1994 | Baoyun Yang                                                       | Contribution à l'histoire de la principauté des Nguyên au Vietnam méridional : 1600-1775 |
| 1995 | Kuo Li-Ying                                                       | Confession et contrition dans le bouddhisme chinois du Ve au Xe siècle |
| 1996 | Éric Trombert                                                     | Le Crédit à Dunhuang : vie matérielle et société en Chine médiévale |
| 1997 | Françoise Bottéro                                                 | Sémantisme et classification dans l'écriture chinoise: les systèmes de classement des caractères par clés du Shuowen Jiezi au Kangxi Zidian                                                                           |
| 1998 | Anne Cheng                                                        | Histoire de la pensée chinoise |
| 1999 | Elfriede Regina Knauer                                            | The Camel’s Load in Life and Death |
| 2000 | Robert Hegel                                                      | Reading Illustrated Fiction in Late Imperial China |
| 2001 | Ll Xiaohong                                                       | Céleste Dragon. - Genèse de l'iconographie du dragon chinois |
| 2002 | Marianne Bujard                                                   | Le Sacrifice au Ciel dans la Chine ancienne. Théorie et pratique sous les Han occidentaux |
| 2003 | Michela Bussotti                                                  | Gravures de Hui, étude du livre illustré chinois du 16e siècle à la première moitié du XVIIe siècle |
| 2004 | Christian Lamouroux                                               | Fiscalité, comptes publics et politiques financières dans la Chine des Song. – Le chapitre 179 du Songshi |
| 2005 | Mark Elvin                                                        | The Retreat of the Elephants: an Environmental History of China |
| 2006 | François Lachaud                                                  | La Jeune Fille et la mort |
| 2007 | Stephen Teiser                                                    | Reinventing the Wheel: Paintings of Rebirth in Medieval Buddhist Temples |
| 2008 | Christine Mollier                                                 | Buddhism and Taoism Face to Face: Scripture, Ritual, and Iconographic Exchange in Medieval China |
| 2009 | Mark Edward Lewis                                                 | The Early Chinese Empires: Qin and Han |
| 2010 | James Robson                                                      | Power of Place: The Religious Landscape of the Southern Sacred Peak (Nanyue 南嶽) in Medieval China |
| 2011 | Rafe de Crespigny                                                 | Imperial Warlord : A Biography of Cao Cao, 155-220 AD |
| 2012 | Pierre Marsone                                                    | La Steppe et l’Empire. La formation de la dynastie Khitan (Liao), IVe – Xe siècles |
| 2013 | Li Fanwen                                                         | XiXia-Chinese Dictionary |
| 2014 | Endymion Wilkinson                                                | Chinese History: A New Manual (en) |
| 2015 | Koichi Shinohara                                                  | Spells, Images, and Mandalas. Tracing the Evolution of Esoteric Buddhist Rituals |
| 2016 | Michel Vieillard-Baron                                            | Recueil des joyaux d’or |
| 2017 | Terry Frederick Kleeman                                           | Celestial Masters: History and Ritual in Early Daoist Communities |
| 2018 | Patrick Wertmann                                                  | Sogdians in China : Archaeological and art historical analyses of tombs and texts from the 3rd to the 10th century AD                                                                                                 |
| 2019 | Jean Levi                                                         | Les deux arbres de la Voie, Les entretiens de Confucius et Le Livre de Lao-Tseu |